# العلاقات الصومالية اليونانية
العلاقات الصومالية اليونانية هي العلاقات الثنائية التي تجمع بين الصومال واليونان.

## مقارنة بين البلدين
هذه مقارنة عامة ومرجعية للدولتين:
| وجه المقارنة                                              | الصومال                        | اليونان                                                                             |
| --------------------------------------------------------- | ------------------------------ | ----------------------------------------------------------------------------------- |
| المساحة (كم2)                                             | 637.66 ألف                     | 131.96 ألف                                                                          |
| عدد السكان (نسمة)                                         | 14.74 مليون                    | 10.76 مليون                                                                         |
| الكثافة السكانية (ن./كم²)                                 | 23.12                          | 81.54                                                                               |
| العاصمة                                                   | مقديشو                         | أثينا، نافبليو                                                                      |
| اللغة الرسمية                                             | اللغة الصومالية، اللغة العربية | لغة يونانية، اليونانية الديموطيقية ‏                                                 |
| العملة                                                    | شلن صومالي                     | يورو، دراخما، فينيكس يوناني ‏                                                        |
| الناتج المحلي الإجمالي (بليون دولار)                      | 7.37 مليار                     | 200.29 مليار                                                                        |
| الناتج المحلي الإجمالي (تعادل القوة الشرائية) بليون دولار |                                | 285.45 مليار                                                                        |
| الناتج المحلي الإجمالي الاسمي للفرد دولار أمريكي          | 549                            | 18.00 ألف                                                                           |
| الناتج المحلي الإجمالي للفرد دولار أمريكي                 |                                | 26.85 ألف                                                                           |
| مؤشر التنمية البشرية                                      |                                | 0.865                                                                               |
| رمز المكالمات الدولي                                      | +252                           | +30                                                                                 |
| رمز الإنترنت                                              | .so                            | .gr                                                                                 |
| المنطقة الزمنية                                           | ت ع م+03:00                    | توقيت شرق أوروبا، ت ع م+02:00، ت ع م+03:00، توقيت شرق أوروبا الصيفي ‏، أوروبا/أثينا ‏ |

## منظمات دولية مشتركة
يشترك البلدان في عضوية مجموعة من المنظمات الدولية، منها:
| علم المنظمة | اسم المنظمة                               | تاريخ انضمام الصومال | تاريخ انضمام اليونان |
| ----------- | ----------------------------------------- | -------------------- | -------------------- |
|             | مؤسسة التنمية الدولية                     | 31 أغسطس 1962        | 9 يناير 1962         |
|             | يونسكو                                    | 15 نوفمبر 1960       | 4 نوفمبر 1946        |
|             | الأمم المتحدة                             | 20 سبتمبر 1960       | 25 أكتوبر 1945       |
|             | الفريق المعني برصد الأرض                  | ?                    | ?                    |
|             | الاتحاد البريدي العالمي                   | ?                    | ?                    |
|             | البنك الدولي للإنشاء والتعمير             | 31 أغسطس 1962        | 27 ديسمبر 1945       |
|             | الاتحاد الدولي للاتصالات                  | 28 سبتمبر 1962       | 1866                 |
|             | منظمة حظر الأسلحة الكيميائية              | ?                    | ?                    |
|             | مؤسسة التمويل الدولية                     | 31 أغسطس 1962        | 26 سبتمبر 1957       |
|             | المركز الدولي لتسوية المنازعات الاستشارية | 30 مارس 1968         | 21 مايو 1969         |
|             | منظمة الشرطة الجنائية الدولية             | ?                    | ?                    |

## وصلات خارجية
- موقع وزارة الخارجية الصومالية
- موقع وزارة الخارجية اليونانية